# Frans Ronda
François Hubertus Cornelis (Frans) Ronda (Maastricht, 25 april 1899 - aldaar, 16 maart 1976) was een Nederlands kunstenaar. Hij was kunstschilder, aquarellist, tekenaar en houtgraveur. Hij volgde in 1927 een opleiding aan de Middelbare Kunstnijverheidsschool Maastricht. Aanvankelijk was Ronda werkzaam als kleermaker maar in 1938 besloot hij om van zijn hobby als aquarellist en schilder zijn beroep te maken.
Vooral zijn Franse en Limburgse landschappen trokken de aandacht. In zijn woonplaats Maastricht maar ook verder daarbuiten vond zijn werk gretig aftrek.
- Biografisch Portaal: 67853237
- International Standard Name Identifier: 0000 0003 9176 1640
- Nederlandse Thesaurus van Auteursnamen: 159415535
- RKD-Nederlands Instituut voor Kunstgeschiedenis: 67934
- Virtual International Authority File: 285641512
- WorldCat: E39PBJy499yvdMv4kdTTkpHXBP